# Collegio di North Herefordshire
North Herefordshire è un collegio elettorale inglese situato nell'Herefordshire, nelle Midlands Occidentali, rappresentato alla Camera dei comuni del Parlamento del Regno Unito. Elegge un membro del parlamento con il sistema first-past-the-post, ossia maggioritario a turno unico; l'attuale parlamentare è Ellie Chowns dei Verdi, che rappresenta il collegio dal 2024.

## Estensione

North Herefordshire dal 2010 al 2024

Il collegio comprende la parte settentrionale e centrale dell'Herefordshire, incluse le città di Bromyard, Kington, Ledbury e Leominster.
Il collegio è costituito dai seguenti ward elettorali: 
- 2010-2024: Backbury, Bircher, Bringsty, Bromyard, Burghill, Holmer and Lyde, Castle, Credenhill, Frome, Golden Cross with Weobley] Hagley, Hampton Court, Hope End, Kington Town, Ledbury, Leominster North, Leominster South, Mortimer, Old Gore, Pembridge and Lyonshall with Titley, Sutton Walls, Upton, Wormsley Ridge.
- dal 2024: Arrow; Backbury; Bircher; Bishops Frome and Cradley; Bromyard Bringsty; Bromyard West; Castle; Credenhill; Hagley; Hampton; Holmer; Hope End; Kington; Ledbury North; Ledbury South; Ledbury West; Leominster East; Leominster North & Rural; Leominster South; Leominster West; Mortimer; Old Gore; Queenswood; Sutton Walls; Three Crosses e Weobley, nel distretto di Herefordshire.[1]

Il villaggio di Weobley elencato sopra fu uno dei borghi putridi abolito nel 1832.

## Membri del parlamento
| Elezione | Elezione | Deputato     | Partito      |
| -------- | -------- | ------------ | ------------ |
|          | 2010     | Bill Wiggin  | Conservatore |
|          | 2024     | Ellie Chowns | Verdi        |

## Elezioni

### Elezioni negli anni 2020
| Partito                    | Partito                                       | Candidato                  | Risultati 4 luglio 2024 | Risultati 4 luglio 2024 |
| Partito                    | Partito                                       | Candidato                  | Voti                    | %                       |
| -------------------------- | --------------------------------------------- | -------------------------- | ----------------------- | ----------------------- |
|                            | Verdi                                         | Ellie Chowns               | 21 736                  | 43,16                   |
|                            | Conservatore                                  | Bill Wiggin                | 15 842                  | 31,46                   |
|                            | Reform UK                                     | Andrew Dye                 | 8 048                   | 15,98                   |
|                            | Laburista                                     | Jon Browning               | 3 205                   | 6,36                    |
|                            | Lib Dem                                       | Cat Hornsey                | 1 436                   | 2,85                    |
|                            | Social Democratico                            | Michael Guest              | 95                      | 0,19                    |
|                            |                                               |                            |                         |                         |
| Iscritti                   | Iscritti                                      | Iscritti                   | 72 797                  | 100,00                  |
| ↳ Votanti (% su iscritti)  | ↳ Votanti (% su iscritti)                     | ↳ Votanti (% su iscritti)  | 50 362                  | 69,18                   |
| ↳ Astenuti (% su iscritti) | ↳ Astenuti (% su iscritti)                    | ↳ Astenuti (% su iscritti) | 22 435                  | 30,82                   |
|                            |                                               |                            |                         |                         |
|                            | Esito: collegio passa da Conservatore a Verdi |                            |                         |                         |

### Elezioni negli anni 2010
| Partito                    | Partito                                   | Candidato                  | Risultati 12 dicembre 2019 | Risultati 12 dicembre 2019 |
| Partito                    | Partito                                   | Candidato                  | Voti                       | %                          |
| -------------------------- | ----------------------------------------- | -------------------------- | -------------------------- | -------------------------- |
|                            | Conservatore                              | Bill Wiggin                | 32 158                     | 63,01                      |
|                            | Lib Dem                                   | Phillip Howells            | 7 302                      | 14,31                      |
|                            | Laburista                                 | Joe Wood                   | 6 804                      | 13,33                      |
|                            | Verdi                                     | Ellie Chowns               | 4 769                      | 9,34                       |
|                            |                                           |                            |                            |                            |
| Iscritti                   | Iscritti                                  | Iscritti                   | 70 252                     | 100,00                     |
| ↳ Votanti (% su iscritti)  | ↳ Votanti (% su iscritti)                 | ↳ Votanti (% su iscritti)  | 51 033                     | 72,64                      |
| ↳ Astenuti (% su iscritti) | ↳ Astenuti (% su iscritti)                | ↳ Astenuti (% su iscritti) | 19 219                     | 27,36                      |
|                            |                                           |                            |                            |                            |
|                            | Esito: collegio confermato a Conservatore |                            |                            |                            |

| Partito                    | Partito                                   | Candidato                  | Risultati 8 giugno 2017 | Risultati 8 giugno 2017 |
| Partito                    | Partito                                   | Candidato                  | Voti                    | %                       |
| -------------------------- | ----------------------------------------- | -------------------------- | ----------------------- | ----------------------- |
|                            | Conservatore                              | Bill Wiggin                | 31 097                  | 61,97                   |
|                            | Laburista                                 | Roger Page                 | 9 495                   | 18,92                   |
|                            | Lib Dem                                   | Jeanie Falconer            | 5 874                   | 11,71                   |
|                            | Verdi                                     | Ellie Chowns               | 2 771                   | 5,52                    |
|                            | Indipendente                              | Sasha Norris               | 577                     | 1,15                    |
|                            | Indipendente                              | Arthur Devine              | 363                     | 0,72                    |
|                            |                                           |                            |                         |                         |
| Iscritti                   | Iscritti                                  | Iscritti                   | 67 871                  | 100,00                  |
| ↳ Votanti (% su iscritti)  | ↳ Votanti (% su iscritti)                 | ↳ Votanti (% su iscritti)  | 50 293                  | 74,10                   |
| ↳ Astenuti (% su iscritti) | ↳ Astenuti (% su iscritti)                | ↳ Astenuti (% su iscritti) | 17 578                  | 25,90                   |
|                            |                                           |                            |                         |                         |
|                            | Esito: collegio confermato a Conservatore |                            |                         |                         |

| Partito                    | Partito                                   | Candidato                  | Risultati 7 maggio 2015 | Risultati 7 maggio 2015 |
| Partito                    | Partito                                   | Candidato                  | Voti                    | %                       |
| -------------------------- | ----------------------------------------- | -------------------------- | ----------------------- | ----------------------- |
|                            | Conservatore                              | Bill Wiggin                | 26 716                  | 55,63                   |
|                            | UKIP                                      | Jonathan Oakton            | 6 720                   | 13,99                   |
|                            | Lib Dem                                   | Jeanie Falconer            | 5 768                   | 12,01                   |
|                            | Laburista                                 | Sally Prentice             | 5 478                   | 11,41                   |
|                            | Verdi                                     | Daisy Blench               | 3 341                   | 6,96                    |
|                            |                                           |                            |                         |                         |
| Iscritti                   | Iscritti                                  | Iscritti                   | 66 698                  | 100,00                  |
| ↳ Votanti (% su iscritti)  | ↳ Votanti (% su iscritti)                 | ↳ Votanti (% su iscritti)  | 48 023                  | 72,00                   |
| ↳ Astenuti (% su iscritti) | ↳ Astenuti (% su iscritti)                | ↳ Astenuti (% su iscritti) | 18 675                  | 28,00                   |
|                            |                                           |                            |                         |                         |
|                            | Esito: collegio confermato a Conservatore |                            |                         |                         |

| Partito                    | Partito                                         | Candidato                  | Risultati 6 maggio 2010 | Risultati 6 maggio 2010 |
| Partito                    | Partito                                         | Candidato                  | Voti                    | %                       |
| -------------------------- | ----------------------------------------------- | -------------------------- | ----------------------- | ----------------------- |
|                            | Conservatore                                    | Bill Wiggin                | 24 631                  | 51,78                   |
|                            | Lib Dem                                         | Lucy Hurds                 | 14 744                  | 31,00                   |
|                            | Laburista                                       | Neil Sabharwal             | 3 373                   | 7,09                    |
|                            | UKIP                                            | Jonathan Oakton            | 2 701                   | 5,68                    |
|                            | Verdi                                           | Felicity Norman            | 1 533                   | 3,22                    |
|                            | Indipendente                                    | John King                  | 586                     | 1,23                    |
|                            |                                                 |                            |                         |                         |
| Iscritti                   | Iscritti                                        | Iscritti                   | 66 528                  | 100,00                  |
| ↳ Votanti (% su iscritti)  | ↳ Votanti (% su iscritti)                       | ↳ Votanti (% su iscritti)  | 47 568                  | 71,50                   |
| ↳ Astenuti (% su iscritti) | ↳ Astenuti (% su iscritti)                      | ↳ Astenuti (% su iscritti) | 18 960                  | 28,50                   |
|                            |                                                 |                            |                         |                         |
|                            | Esito: collegio a Conservatore (nuovo collegio) |                            |                         |                         |

## Risultati dei referendum

### Referendum sulla permanenza del Regno Unito nell'Unione europea del 2016
|             | Collegio            | Lasciare UE % | Rimanere in UE % |
| ----------- | ------------------- | ------------- | ---------------- |
|             | North Herefordshire | 58,2%         | 41,8%            |
| Inghilterra | 53,3%               | 46,7%         |                  |
| Regno Unito | 51,9%               | 48,1%         |                  |